# 美商海盗船

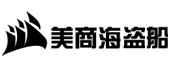
中文版标志

2015年6月1日之前的标志

美商海盗船（Corsair Gaming, Inc.）是一家美國电脑硬件及外设公司，位於加州佛利蒙，於1994年由Don Lieberman、John Beekley與Andy Paul創立。它的商標是一排風格獨特的帆，推測來自16至19世紀作為海盗象徵的帆船，因此中文称为海盗船。

## 历史
起初該公司為英特爾系統生產Cache-On-A-Stick（COAST）模組。不過英特爾將快取記憶體由主機板移至處理器晶體中，Corsair就隨著将它們的產品線移動於電腦記憶體上。在90年代後期Corsair的产品重心从普通記憶體改為被稱為“超頻記憶體”的高規格的記憶體。其性能高效并且可靠性高，在愛好者的社區內擁有较好的評價。XMS生產線為“高效能”或“超頻”生產線，而Value Select生產線則為一般用家設計。
Corsair亦有生產加入了抗水橡膠的隨身碟Flash Voyager，其高耐久度也同樣取得了認可。就像Value Select產品線一样，Corsair 亦有相對低價的USB隨身碟，但不像Flash Voyager搭載精密外殼。
Corsair也有生產許多的水冷散熱模組。從Hydrocoo，一個外置、擁有LED溫度顯示與提手的設備開始，直到後來轉型為基於嚴密 Swiftech設計的Corsair Cool內部模組。Corsair也設計出了小型的水冷產品Nautilus 500，一個由120mm風扇，水冷排，低噪音水泵與可變風速風扇組成的獨立外置元件。Nautilus 500與其他水冷散熱模組相比是一個意義深長的出發點，因其在保證效果與安裝簡易的前提下仍具有性價比。
2006 年 Corsair 開始製造電源供應器。有TX與HX產品線，但均為代工產品。
2017年7月26日，EagleTree Capital達成協議，以5.25億美元的價格從Francisco Partners和其他幾個少數股東手中收購Corsair的多數股權。 海盜船創始人兼首席執行官安迪·保羅（Andy Paul）保留了股權，並繼續擔任首席執行官。
2018年6月27日，海盜船宣布將從慕尼黑公司Elgato收購Elgato Gaming，但不包括其前身Eve Systems的Eve部門。
2019年7月24日，宣布Corsair Components，Inc.收購了ORIGIN PC Corp。
2019年12月16日，海盜船宣布有意收購SCUF Gaming。
2020年8月21日，海盜船向美國證券交易委員會提交了註冊文件，計劃進行1億美元的IPO。
2020年, 海盜船收購Gamer Sensei, 為遊戲玩家提供導師的服務。
2022年1月5日, 海盜船宣布收購台灣品牌創元科技(iDisplay)51%股份,以提供更好的直播硬體設計。

## 产品
Corsair生产的产品包括：

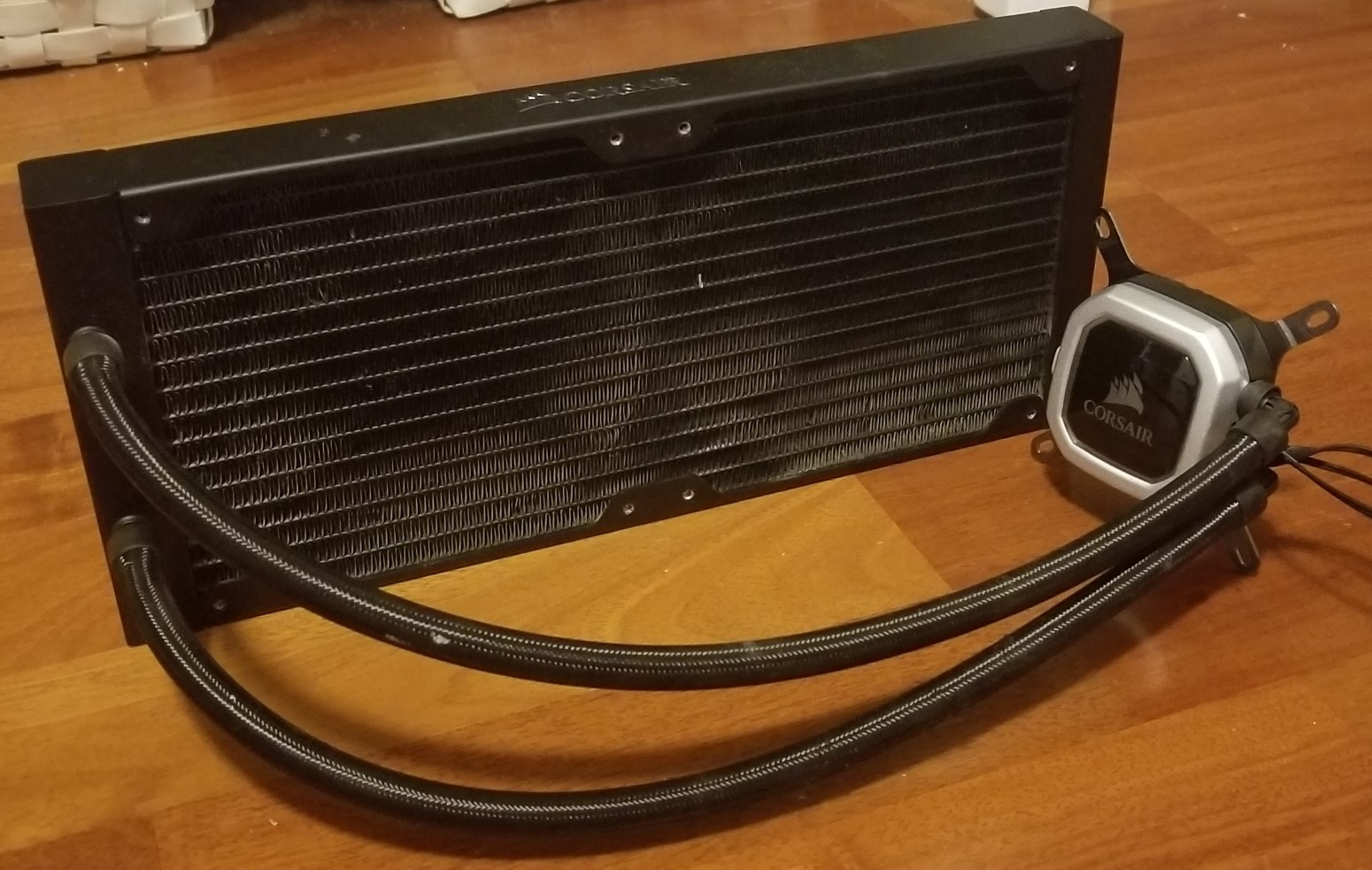
使用过的Corsair H115i液冷系统

- 笔记本电脑及台式机电脑DRAM和DIMM存储模块
- 闪存
- ATX和SFX電源供應器
- 机箱
- 预组装高端游戏电脑
- CPU和GPU液冷系统
- 电脑风扇（英语：Computer fan）
- 固态硬盘
- 游戏耳机
- 耳机架
- 电脑键盘
- 鼠标
- 鼠标垫

## 其他
2019年4月1日，Corsair宣布将推出一个游戏启动器启动器（Game Launcher Launcher）作为愚人节玩笑。该启动器旨在整合市场上所有游戏平台，只需在游戏中轻触Tab就能依次调取所有平台的聊天窗口。除此以外还提供游戏融合功能，支持玩家将永远不去游玩的三款游戏合成为另一款游戏。

## 外部連結
- Corsair 主頁（页面存档备份，存于）